# Lanciabombe
Il lanciabombe è un'arma leggera in dotazione alla fanteria, il cui primo utilizzo viene fatto risalire al primo conflitto mondiale, per lanciare ordigni esplosivi a corto raggio, generalmente compreso tra i 50 e i 300 m.

## Descrizione
Caratterizzata da un utilizzo assai semplice e da una significativa efficacia, non è dotata di una buona accuratezza. Viene impiegato per lanciare ordigni esplosivi attraverso una traiettoria curvilinea, eliminando angoli morti. Solitamente viene utilizzato come accessorio da montare sui fucili della fanteria, per renderli operativi al lancio di bombe. Col il tempo si sono affermati come arma indipendente non venendo più utilizzati come accessori per integrare i fucili. Sugli aeroplani assume il significato dei dispositivi e meccanismi per il trasporto e lo sgancio di piccoli ordigni o degli spezzoni. Con l'evoluzione sia dei mezzi aerei che delle bombe, i lanciabombe sono stati sostituiti dai vani bombe e da altri congegni alari per effettuare il bombardamento.